# طوبين أوروبي
الطوبين الشائع أو الطوبين الأوروبي (Talpa europaea) هو أحد الثدييات من رتبة شفويات الأعور.
يعيش هذا الطوبين في أنفاق تحت الأرض ممتدة باستمرار. ويستخدم هذه الأنفاق لاصطياد فريسته. في الظروف العادية، يتم دفع ناتج الحفر إلى السطح، مما يؤدي إلى تكون تلال الطوبين المعروفة. تتغذى بشكل رئيسي على ديدان الأرض، وأيضًا على الحشرات والحريشة وحتى الفئران والقشر. يحتوي اللعاب على السموم التي تشل ديدان الأرض على وجه الخصوص. 

## الوصف

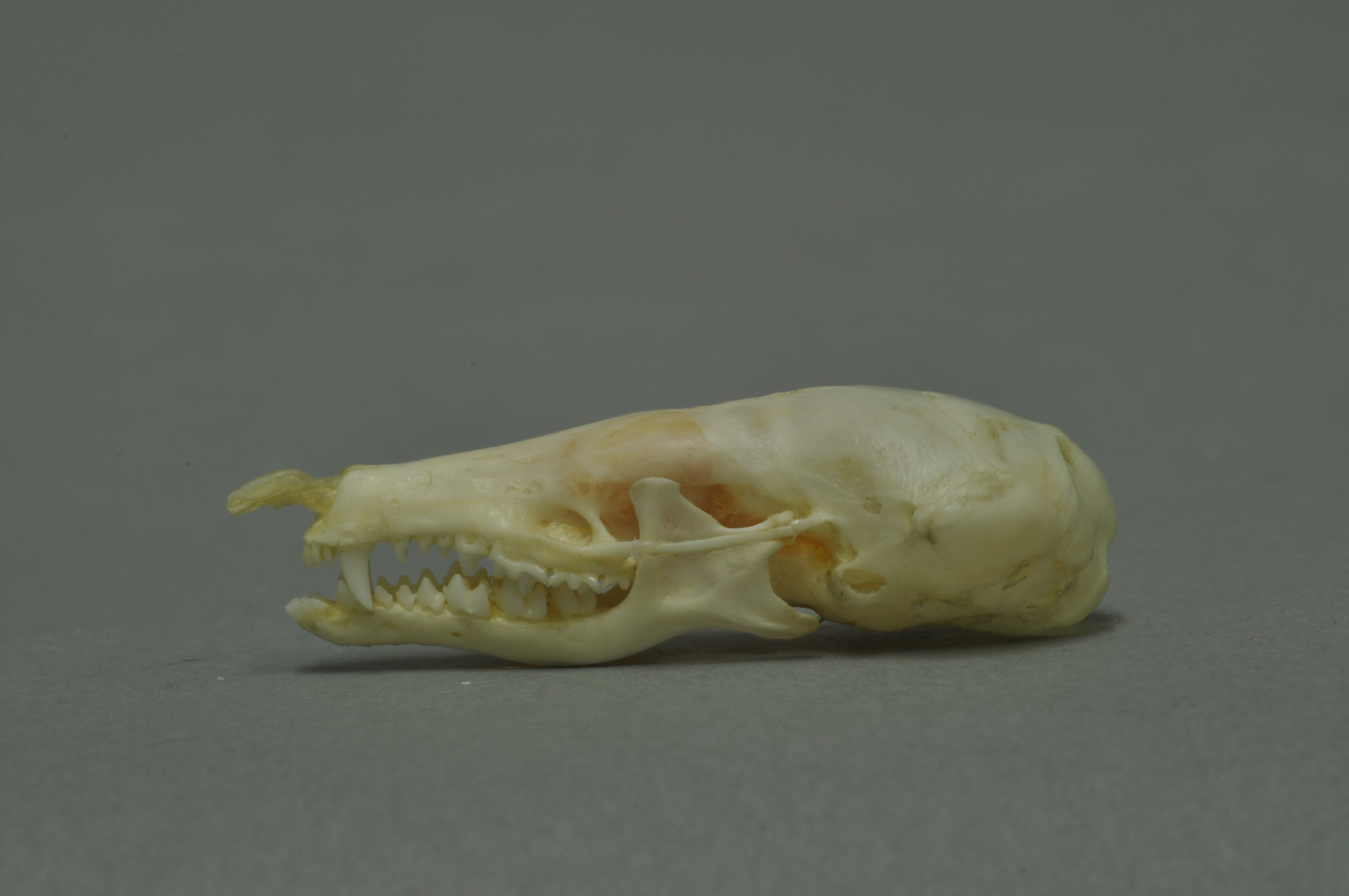
جمجمة الطوبين الأوروبي

الطوبين له جسم أسطواني وطوله من 11 إلى 16 سنتيمتر، وزنه من 70 إلى 130 جرام. عادة ما تكون الإناث أصغر من الذكور. عيونه صغيرة ومخفية وراء الفراء، في حين أن الأذنين ليست سوى تلال صغيرة في الجلد. عادة ما يكون الفراء رمادي غامق، ولكن النطاق الفعلي للألوان أكبر، يوجد منها ذوات اللون الأبيض والرمادي الفاتح والرمادي الداكن والأسود.

## موطنها
بينما يعيش الطوبين عادة في أنفاق، فإن الطوبين الأوروبي لا يعيش تحت الأرض فقط. في الربيع وأوائل الصيف عندما تترك صغار الطوبين جحور أمهاتهم، يجب أن يجدوا أرضًا جديدة. هذا يجبرهم على ترك جحرهم ويمكنهم إما إنشاء أنفاق جديدة أو الدخول في الأنفاق الحالية. لكن في فصل الصيف، من المحتمل أن يختبئوا بشكل سطحي.
وُجِد أن الطوبين الأوروبي يقضي الكثير من الوقت على جوانب خطوط الصرف والمجاري المائية ولكن لا تسكن التربة الجافة أو المغمورة. ومع ذلك تصبح المناطق الجافة مهمة عندما تُغمر الموائل الطبيعية. العوامل مثل نوع التربة والنباتات الموجودة والارتفاع ليس لها أي تأثير على المناطق التي تختار الطوبينات أن تعيش فيها. العامل الوحيد الذي يؤثر بشكل كبير على سكن الطوبين في منطقة معينة هو مدى وفرة ديدان الأرض. قد يتوقع المرء أن يتناقص عدد ديدان الأرض بسبب تغذية الطوبين، ولكن لم تُظهر أي أبحاث أن هذا صحيح.

## التكاثر
للطوبين موسم تكاثر قصير نسبيا، في الربيع. يحدث التزاوج على مدى بضعة أسابيع في مارس وأبريل، تليها فترة الحمل من أربعة إلى خمسة أسابيع. تحدث معظم الولادات في نهاية شهر أبريل أو في بداية شهر مايو. تستمر فترة الرضاعة من أربعة إلى خمسة أسابيع ولكن في نهاية شهر يونيو يُطلب من الشباب عادة مغادرة الأنفاق. يمكن أن يعيش الطوبين الأوروبي ما يصل إلى ثلاث إلى خمس سنوات.

## عادات التغذية
هناك اعتقاد شائع حول الطوبين هو أنه عادة ما يستهلك ما يعادل وزنه في الطعام كل 24 ساعة، ولكن هذه مبالغة. وقد أجريت دراسات تبين أن الطوبين يأكل فعليًا حوالي نصف وزن الجسم في الطعام يوميًا. عندما تكون في الأسر ستأكل الطوبين مجموعة واسعة من المواد الغذائية، بما في ذلك الكبد والفئران والزبابات والديدان. ومع ذلك فإنها تميل إلى تفضيل ديدان الأرض على جميع الخيارات الأخرى.

## الرؤية
بسبب طبيعة الطوبين وعيشه تحت الأرض، يوجد انحدار تشريحي لعينيه على عدة مستويات تنظيمية. يبلغ قطر عينه 1 مليمتر (0.039 بوصة) فقط، وتوجد مدفونة تحت الفراء وتحتوي على عدسة خلوية. يشبه تنظيم الشبكية تمامًا تنظيم الثدييات النموذجية. وقد وُجِدَ أن هناك حوالي 2000 من خلايا العقدة والعصب البصري ما يقرب من 50 ميكرون مع 3000 محور عصبي. ما يقرب من 15 ٪ من هذه المحاور هي myelinated. المستقبلات الضوئية ليست بالشكل العادي الذي يشبه القضيب أو المخروطي الذي يتوقع المرء رؤيته. بدلاً من ذلك لدى الطوبين شكل موحد بثلاث صفات مميزة:
1. المستقبلات قصيرة على طول المحور الشعاعي
2. الأجزاء الداخلية والخارجية متشابهة في الطول
3. تبدو الأجزاء الخارجية متدهورة بشكل كبير

أظهرت الدراسات أن الطوبينيات الأوروبية لديها رؤية ضوئية، على عكس الاعتقاد السائد بأن جميعها عمياء. تم العثور على اثنين من مخروط أوبسين opsins في عيون الطوبين الأوروبي ولكن وظيفتها لا تزال قيد الدراسة. في دراسة لعين الطوبين وجد أن Talpa ينسحب عند تعريضه لمصباح كهربائي ويمكنه أيضًا أداء مهام تمييز الضوء / الظلام. من غير المرجح أن توفر الخلايا المخروطية الموجودة في العين رؤية عالية الدقة ولكنها قد تسمح باكتشاف الحركة وبعض أشكال التمييز في الألوان. يُحتمل أن الثدييات الجوفية تستخدم الرؤية للكشف عن الحيوانات المفترسة التي قد تقتحم الأنفاق.

## السمع
في الثدييات تعتمد إشارات السمع عادة على اختلافات في الشدة بين الأذنين، والتي تحدث نتيجة لانحراف موجة صوتية تقدمية بواسطة الرأس. ويمكن أن تستند أيضًا إلى الاختلافات الزمنية بين الأذنين الموجودة بسبب المسافة بين أذنيها. الطوبينيات ليس لها صيوان لذا يعتقد أنها تسمع بترددات منخفضة. إضافة إلى ذلك فإن أذنها الداخلية غير اعتيادية بالنسبة للثدييات بسبب الترابية الكبيرة للجمجمة البطنية الخلفية بين الأذنين. يقع غشاء طبلة الأذن بشكل أفقي تقريبًا. تؤكد نتائج العديد من الدراسات أن هناك انتقالًا جيدًا من خلال رأس الطوبين الأوروبي لمجموعة من الترددات المنخفضة. لهذا السبب من المتوقع أن يكون هناك تفاعل صوتي في كل غشاء طبلي. نتائج الدراسة تشير أيضا إلى أن آذان هذا الطوبين بمثابة مستقبلات متوازنة لفرق الضغط.

## تطوير الهيكل العظمي
هناك العديد من التغييرات الفريدة في تسلسل التعظم في عناصر ما بعد القحف. ويوجد العديد من التحولات في العمود الفقري، وتحديدا في مناطق عنق الرحم والصدر. تسمح التحولات للطوبين بأن يكون محور جسمه ومنطقة عنق الرحم بعد الولادة أكثر استقرارًا.
بعدما يولد الطوبين ويبدأ في النمو، فيبدأ بالزحف والحفر. كنتيجة لعملية الحفر المستمرة فإن عناصر الأطراف الأمامية المرتبطة بهذه الحركات ستبدأ بالتعظّم.

## تركيبات الأسنان
يعد تباين التشكل بين الأنواع مهمًا جدًا لعلماء الحفريات حيث يمكن أن يساعد في تحديد الأنواع الأحفورية. على عكس الخصائص الأخرى التي لا تتحجر، مثل اللون والنمط النووي، يمكن دراسة الأسنان لأنها تتحجر جيدًا وتختلف من نوع لآخر. دراسة الأسنان يمكن أن تكون مفيدة للغاية في التعرف على الاختلافات بين الحفريات وبالتالي القدرة على تصنيفها.

كان الطوبين الروماني ، Talpa romana ، يُعتبر ذات يوم نويعة من الطوبين الأوروبي لأنها من نفس الحجم. والفرق الوحيد الواضح بين الاثنين هو أن الطوبين الروماني لديه عيون مغطاة بالجلد وله أيضًا حوض غرابي caecoid pelvis، في حين أن الطوبين الأوروبي لديه حوض أوروبي europoid pelvis. على الرغم من تشابهها في الجسم إلا أن حجم الطوبين الروماني أكبر من حجم الطوبين الأوروبي. طول صف الأسنان والعناصر الفردية أكبر. 

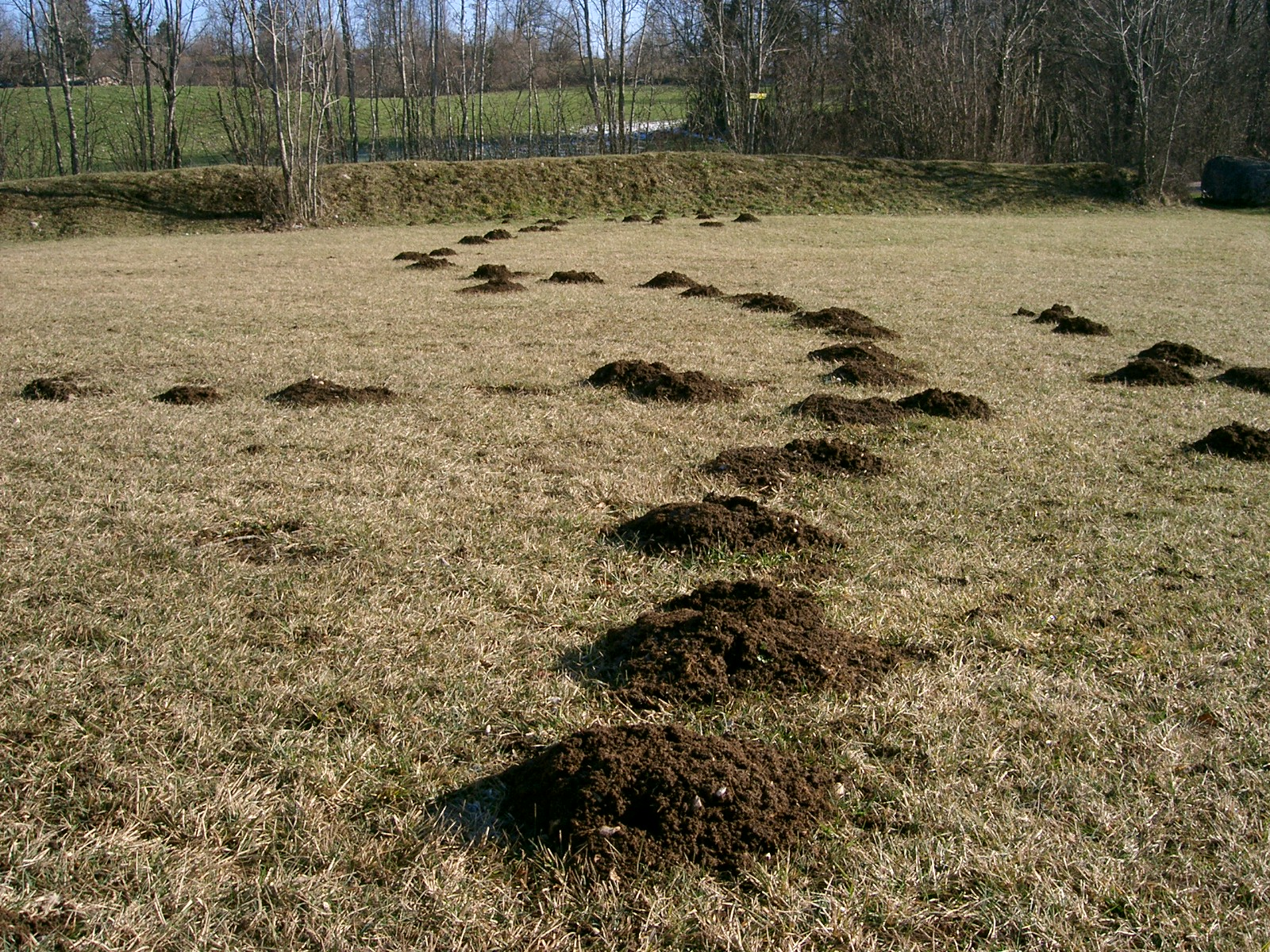
الأكوام الترابية
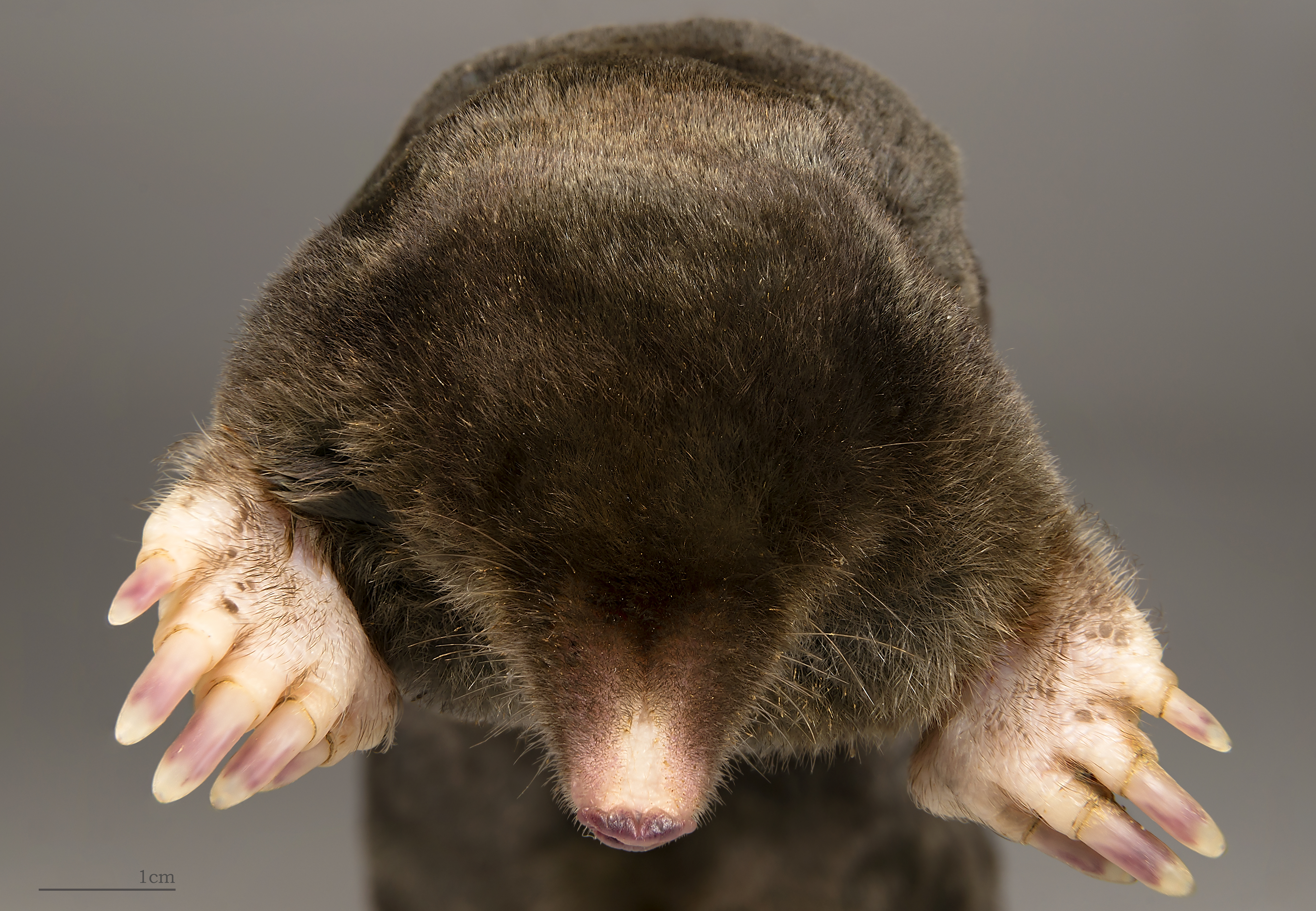
بورتريه متحف تولوز  [لغات أخرى]‏
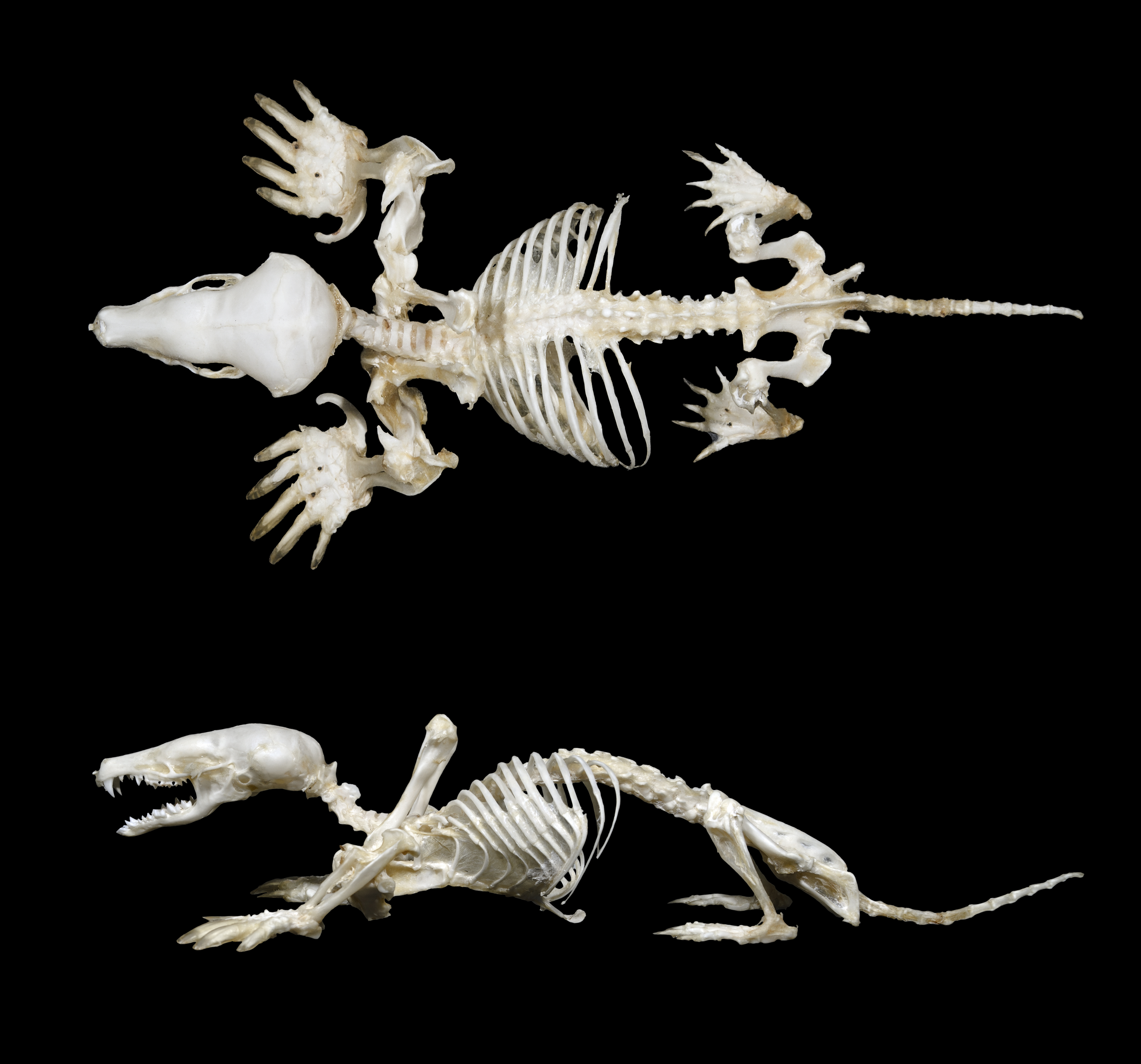
هيكل عظمي في متحف تولوز  [لغات أخرى]‏
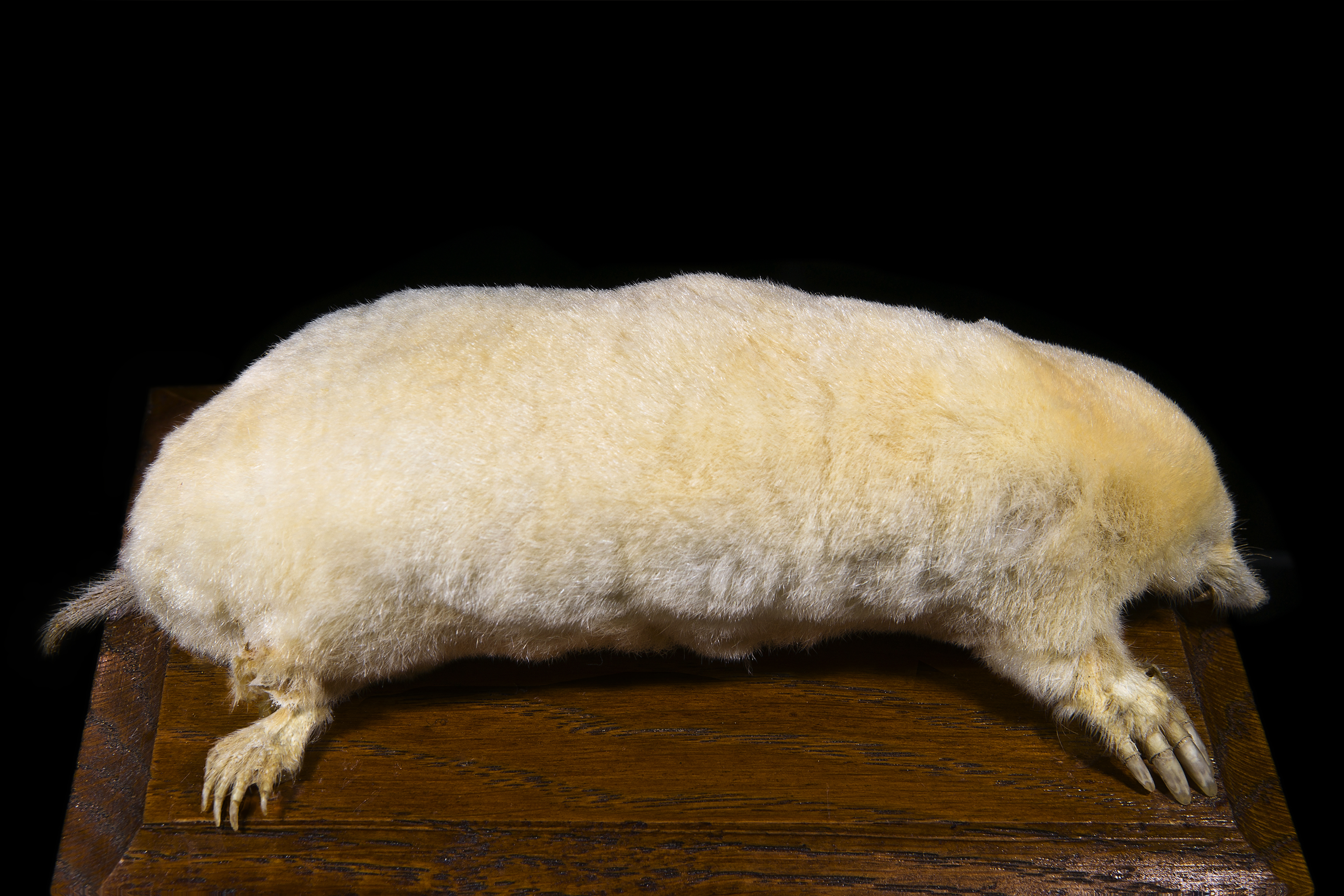
ألبينو